# Aliabad-e Garneczin
Aliabad-e Garneczin (perski: علي ابادگرنچين) – wieś w Iranie, w ostanie Sistan i Beludżystan. W 2006 roku liczyła 179 mieszkańców w 40 rodzinach.